# 3월 30일
3월 30일은 그레고리력으로 89번째(윤년일 경우 90번째) 날에 해당한다.

## 사건
- 598년 - 발칸전투: 아바르족이 토미스의 동로마 제국 요새에 대한 포위를 풀다. 아바르-슬라브족 군단이 전염병으로 몰살당하자 그들의 리더인 바얀 1세(영어판)가 다뉴브강 북쪽으로 퇴각하다.
- 1282년 - 마피아라는 이름의 유래가 되었다고 전해지는 시칠리아 만종 사건이 일어났다.
- 1856년 - 크림 전쟁을 끝내는 파리 조약이 조인되다.
- 1867년 - 미국이 러시아로부터 알래스카를 매입하다.
- 1981년 - 로널드 레이건 미국 대통령이 워싱턴 D.C.의 힐튼 호텔 앞에서 괴한이 쏜 총탄에 피격당하다.
- 1995년 - 자유민주연합 창당.
- 2016년 - 대한민국 공군의 F-16D 전투기가 경북 청송군 부남면 화장리 야산에 추락하다.
- 2020년 - 네덜란드 싱어 라런 미술관에서 전시하고 있던 빈센트 반 고흐의 회화 작품 봄 뉘넌의 목사관 정원이 도난당하다.
- 2020년 - 경기방송이 자진폐업하다.

## 문화
- 1996년 - 서울 지하철 5호선 강동역 ~ 마천역 구간 개통.
- 2005년 - 경부선 천안 ~ 조치원 구간 및 충북선 조치원 ~ 봉양 구간이 전철화 개통.
- 2008년 - SBS 러브FM의 기쁜 우리 젊은 날이 17년 만에 종영되었다.
- 2011년 - 대한민국 부산광역시에서 부산 도시철도 4호선 개통.
- 2015년 - SM엔터테인먼트 소속 그룹 EXO, 두번째 정규앨범 "EXODUS" 발매.
- 2020년 - KBS 1TV 시사교양 프로그램 6시 내고향 7,000회 특집 방송.
- 2023년 - OBS 라디오 라디오 방송이 개국하였다.
- 2024년 - 수도권 광역급행철도 A노선 (수서 ~ 동탄) 구간 개통

## 탄생
- 1135년 - 마이모니데스. (~1204년)
- 1746년 - 에스파냐의 화가 프란시스코 고야. (~1828년)
- 1844년 - 프랑스의 시인 폴 베를렌. (~1896년)
- 1853년 - 네덜란드의 화가 빈센트 반 고흐. (~1899년)
- 1877년- 대한제국의 황족 의친왕. (~1955년)
- 1882년 - 영국의 정신분석학자, 아동심리학자 멜라니 클라인. (~1960년)
- 1891년 - 대한민국의 승려, 작가 춘성. (~1977년)
- 1902년 - 대한민국의 소설가 나도향. (~1926년)
- 1905년 - 일본의 육상 선수 오다 미키오. (~1998년)
- 1909년 - 대한민국의 국악인 김천흥. (~2007년)
- 1925년 - 대한민국의 무용가 강선영. (~2016년)
- 1926년
  - 미국의 배우 피터 마셜. (~2024년)
  - 스웨덴의 기업인 잉그바르 캄프라드. (~2018년)
- 1928년 - 프랑스의 변호사, 정치인, 작가 로베르 바댕테르. (~2024년)
- 1930년 - 오스트레일리아의 가수 롤프 해리스. (~2023년)
- 1933년 - 홍콩의 배우, 영화 제작자 동표. (~2006년)
- 1937년 - 미국의 배우 겸 영화 감독 워런 비티.
- 1945년 - 영국의 음악가 에릭 클랩튼.
- 1946년 - 대한민국의 공예가 김현희.
- 1948년 - 아일랜드의 자동차 경영인 에디 조던. (~2025년)
- 1950년 - 스코틀랜드의 영화배우 로비 콜트레인. (~2022년)
- 1955년 - 미국의 싱어송라이터 랜디 반워머.
- 1957년 - 이란의 배우 아틸라 페시아니. (~2023년)
- 1960년 - 대한민국의 문학평론가 고미숙.
- 1962년
  - 미국의 정치인 마크 베기치.
  - 미국의 랩 가수 MC 해머.
- 1963년 - 대한민국의 법조인 이흥구.
- 1964년
  - 대한민국의 희극인 서승만.
  - 미국의 배우 아이언 지어링.
- 1967년
  - 대한민국의 배우 최수지.
  - 일본의 성우 하야시바라 메구미.
  - 일본의 가수, 성우, 배우 사카모토 마아야.
  - 미국의 정치인 조이스 크레이그.
  - 루마니아 태생의 헝가리 과학자 버러바시 얼베르트 라슬로.
- 1968년 - 캐나다의 가수 셀린 디온.
- 1972년 - 체코의 전 축구 선수 카렐 포보르스키.
- 1973년 - 체코의 전 축구 선수 얀 콜레르.
- 1974년
  - 일본의 가수 코마츠 미호.
  - 대한민국의 가수 고범준.
- 1976년 - 일본의 성우 카와스미 아야코.
- 1979년 - 대한민국의 방송인 박경림.
- 1980년
  - 대한민국의 전 야구 선수 김민우.
  - 노르웨이의 핸드볼 선수 카트리네 룬데.
- 1981년
  - 대한민국의 축구 선수 박지성.
  - 대한민국의 전직 스타크래프트 프로게이머 윤정민.
- 1982년
  - 대한민국의 야구 선수 윤요섭.
  - 대한민국의 가야금 연주가, 작곡가, 무용가 한테라.
- 1983년
  - 대한민국의 축구 선수 염기훈.
  - 영국의 태권도 선수 세라 스티븐슨.
- 1984년 - 오스트레일리아의 테니스 선수 서맨사 스토서.
- 1985년 - 대한민국의 법조인, 정치인 이소영.
- 1986년
  - 대한민국의 야구 선수 김종민.
  - 대한민국의 배우 한정우.
  - 스페인의 축구 선수 세르히오 라모스.
  - 일본의 가수 베니.
- 1987년 - 대한민국의 가수, 기업인 데이비드 용.
- 1988년 - 대한민국의 배우 김미혜.
- 1989년
  - 대한민국의 가수, 뮤지컬배우 이다연.
  - 대한민국의 가수 채수연.
  - 일본의 성우 하마노 다이키.
  - 포르투갈의 테니스 선수 주앙 소자.
- 1990년
  - 대한민국의 가수 이기광 (비스트, 하이라이트).
  - 대한민국의 야구 선수 이성민.
- 1991년
  - 일본의 성우 사사키 미코이.
  - 대한민국의 배우 서한결.
  - 대한민국의 모델 이호연.
- 1992년
  - 대한민국의 배우 주보영.
  - 대한민국의 축구 선수 윤정민.
- 1993년
  - 대한민국의 배우 지수.
  - 대한민국의 래퍼 송민호 (비오엠, 위너).
  - 대한민국의 프로 골프 선수 이미향.
- 1994년
  - 대한민국의 전 가수 다희.
  - 일본의 가수 시마자키 하루카. (AKB48)
  - 대한민국의 배우 공현지.
  - 대한민국의 야구 선수 조현우.
- 1995년 - 잉글랜드의 배우 시몬 애슐리.
- 1996년
  - 대한민국의 축구 선수 우예찬.
  - 일본의 가수 미치.
- 1997년 - 대한민국의 가수 차은우 (아스트로).
- 1998년
  - 대한민국의 야구 선수 박성한.
  - 대한민국의 골프 선수 임성재.
  - 대한민국의 배우 지혜원.
- 1999년 - 대한민국의 가수 나윤 (굿데이).
- 2000년 - 일본의 가수, 배우 요 마리우스.
- 2002년 - 대한민국의 가수 정진성 (원더나인).
- 2006년 - 대한민국의 쌍둥이 배우 이지호, 이지환.

## 사망
- 1450년 - 조선의 재4대 국왕 세종. (1397년~)
- 1674년 - 조선의 제17대 국왕 효종의 정비 인선왕후. (1619년~)
- 1707년 - 프랑스의 유명한 공병장교, 건축가 세바스티앙 르 프레스트르 드 보방. (1633년~)
- 1866년 - 프랑스인 가톨릭 신부, 조선의 가톨릭 순교자 마리니콜라앙투안 다블뤼. (1818년~)
- 1949년 - 독일의 노벨 화학상 수상자 프리드리히 베르기우스. (1884년~)
- 1971년 - 대한민국의 군인 안창관. (1924년~)
- 1993년 - 프랑스의 피겨 스케이팅 선수 앙드레 브뤼네. (1901년~)
- 2002년 - 영국의 엘리자베스 2세의 어머니 엘리자베스 보우스라이언. (1900년~)
- 2003년 - 미국의 배우 마이클 지터. (1952년~)
- 2010년 - 대한민국의 군인 한주호. (1958년~)
- 2017년 - 조선민주주의인민공화국의 정치인 김기룡. (1940년~)
- 2020년
  - 미국의 싱어송라이터 빌 위더스. (1938년~)
  - 콩고의 군인 조아킴 욤비오팡고. (1939년~)
  - 중화민국의 정치인 하오보춘. (1919년~)
- 2022년 - 대한민국의 정치인 황교선. (1938년~)
- 2023년 - 벨기에의 영화배우 요한 레이선. (1950년~)
- 2024년
  - 대한민국의 교육인 신좌섭. (1959년~)
  - 대한민국의 기업인 정장섭. (1948년~)
  - 미국의 영화배우 챈스 퍼도모. (1996년~)

## 기념일
- 닥터스 데이(National Doctors' Day): 미국

## 같이 보기
- 전날: 3월 29일 다음날: 3월 31일 - 전달: 2월 28일(2월 29일) 다음달: 4월 30일
- 음력: 3월 30일
- 모두 보기